# Gmina Książ Wielki
Die Gmina Książ Wielki ist eine Stadt-und-Land-Gemeinde im Powiat Miechowski der Woiwodschaft Kleinpolen in Polen. Ihr Sitz ist die gleichnamige Stadt mit etwa 800 Einwohnern.

## Geographie
Die Gemeinde liegt 40 Kilometer nordöstlich von Krakau an der Landesstraße DK 7. Sie hat eine Flächenausdehnung von 137,8 km², wovon 67 Prozent land- und 27 Prozent forstwirtschaftlich genutzt werden.

## Geschichte
Von 1975 bis 1998 gehörte das Dorf zur Woiwodschaft Kielce. Zum 1. Januar 2023 erhielt das Dorf seine 1870 entzogenen Stadtrechte wieder.

## Gliederung
Zur Stadt-und-Land-Gemeinde (gmina miejsko-wiejska) Książ Wielki gehören 22 Dörfer und Siedlungen mit Schulzenämtern:
Antolka, Boczkowice, Cisie, Cisia Wola, Częstoszowice, Giebułtów, Głogowiany-Wrzosy, Głogowiany-Stara Wieś, Konaszówka, Książ Mały, Książ Mały Kolonia, Książ Wielki, Krzeszówka, Łazy, Mianocice, Małoszów, Moczydło, Rzędowice, Trzonów, Tochołów, Wielka Wieś und Zaryszyn.

## Bildung
Die Gemeinde verfügt über Kindergärten (przedszkole), vier Grundschulen (szkoła podstawowa), eine Mittelschule (gimnazjum) ein Gymnasium (liceum ogólnokształcące; siehe jeweils Bildungswesen in Polen)  und eine Landwirtschaftsschule.